# Stefan Mickisch

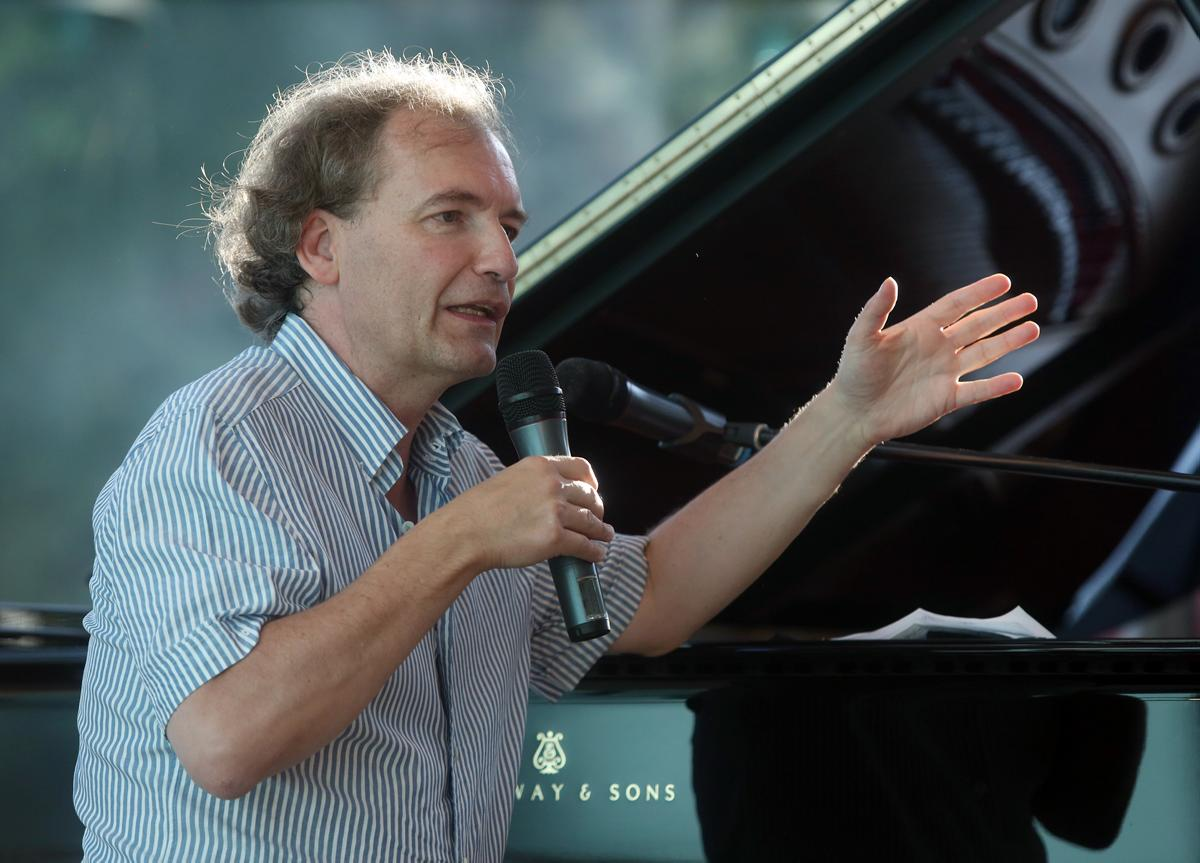
Stefan Mickisch (2013)

Stefan Alexander Mickisch (* 5. Juli 1962 in Schwandorf; † 17. Februar 2021 ebenda) war ein deutscher Pianist.

## Leben  und Wirken
Stefan Mickisch wuchs in einer Musikerfamilie auf und wurde frühzeitig gefördert. Er erlernte zuerst das Klavierspiel, später auch Violine. Bereits im Alter von sieben Jahren trat er öffentlich in Waldmünchen auf. Nach dem Abitur studierte er am Meistersinger-Konservatorium in Nürnberg Klavier (Erich Appel) sowie Violine (Ulf Klausenitzer). Im Jahr 1982 legte er die Musikalische Reifeprüfung ab. Es folgten weitere Studien, u. a. bei Karl-Heinz Kämmerling (Musikhochschule Hannover), Meisterkurse bei Oleg Maisenberg (Wien), Bruno Leonardo Gelber (München) und bei Sergiu Celibidache (Mainz). Ab 1984 machte er Aufnahmen für Radio und Fernsehen. Von 1987 bis 1991 studierte er bei Leonid Brumberg am Konservatorium Wien.
Ab 1993 konzertierte Mickisch international als Pianist und Liedbegleiter. Im selben Jahr gründete er die Robert-Schumann-Gesellschaft Bayern, die er bis 2000 leitete. Zur Spezialität von Mickisch entwickelten sich die Gesprächskonzerte, bei denen er als Moderator und Pianist fungierte. Besonders bekannt war er für seine Einführungsmatineen ab 1998 bei den Bayreuther Festspielen, die er nach einem Zerwürfnis mit dem Bayreuther Wagner-Verband in den Jahren 2002 bis 2013 in Eigenregie veranstaltete.
Stefan Mickisch war seit 2019 mit seiner aus Mexiko stammenden Frau verheiratet. Er verstarb im Februar 2021 und wurde seinem Wunsch gemäß auf dem Wiener Zentralfriedhof (33A) beigesetzt.

### Kontroversen
Aufgrund seiner relativierenden Verharmlosung von Richard Wagners antisemitischem Aufsatz Das Judenthum in der Musik, wobei er die Leitung der Bayreuther Festspiele ebenso angriff wie Gottfried Wagner oder den Historiker Hannes Heer, der den Antisemitismus in der Familie Wagner untersucht hatte, geriet Mickisch 2013 in die Kritik. Nachdem er Ende des Jahres 2020 in einem Facebook-Post eine Parallele zwischen der Bundesregierung und dem einstigen Nazi-Regime gezogen hatte, gingen zahlreiche ehemalige Wegbegleiter endgültig auf Distanz – so beispielsweise Sven Friedrich, der Direktor des Richard-Wagner-Museums in Bayreuth, der ihn zur persona non grata im Haus Wahnfried erklärte.
Auch zu Mickischs Tätigkeit als Musikvermittler gab es aufgrund seiner musikwissenschaftlich teilweise unfundierten und abseitigen Positionen kritische Stimmen. So kam der Musikwissenschaftler Wendelin Bitzan im Jahr 2018 zu dem Schluss, im Ganzen handele es sich bei Mickischs Schaffen „um ein in seinem Wirkungspotential eher begrenztes Beispiel kunstästhetischen Blendwerks, das nicht überbewertet werden sollte.“.

## Auszeichnungen
- 1972–1982: 1. Preise in Klavier bei Jugend musiziert: 5 Mal in der Oberpfalz, 3 Mal in Bayern, 2 Mal beim Bundeswettbewerb
- 1981–1985: Preisträger internationaler Klavierwettbewerbe in Mailand (Alfred Cortot), Athen (Maria Callas), Montevideo (Ciudad) sowie Gewinner des Kritikerpreises beim Maraton Pianistico Madrid
- 1992: Kulturpreis Ostbayern
- Ehrenmitgliedschaften in Richard-Wagner-Verbänden (RWV): Richard Wagner Society of Washington, D.C. (1996), Schweizerische Richard-Wagner-Gesellschaft (2007)

## Medien
- 2013: Stefan Mickisch im Gespräch mit Roland Spiegel (BR-alpha)[8]

## Diskografie
- 1994: Fanny Mendelssohn Hensel: Kammermusik. Fanny Mendelssohn Quartett, Stefan Mickisch (Klavier)
- 1995: Richard Wagner: Paraphrasen von Hugo Wolf und Stefan Mickisch. Stefan Mickisch (Klavier)

### Veröffentlichungen im Eigenverlag Fafnerphon (Auswahl)
- 1999: Stefan Mickisch auf Wagners Steinway. Kompositionen von Richard Wagner und Friedrich Nietzsche
- Live-Mitschnitte von Einführungsvorträgen und Gesprachskonzerten auf CD und DVD:
  - 2010: Ludwig van Beethoven: Alle Neun Symphonien. Box mit 8 CDs
  - 2015: Richard Wagner: Der Ring des Nibelungen. Box mit 6 DVDs und englischen Untertiteln
  - 2016: Erich Wolfgang Korngold: Die tote Stadt. Box mit 6 CDs